# هيستيم: كلية الهندسة والأعمال
كلية هيستيم للهندسة والأعمال ( بالإنجليزية: HESTIM Engineering and Business School، وبالفرنسية: '''Hautes études des sciences et techniques de l'ingénierie et du management''' وبشكل مختصر يمكن القول أن( HESTIM ) هي مؤسسة تعليم عالي خاصة تقع في مدينة الدار البيضاء ، المغرب. تأسست في عام 2006م بوصفها مدرسة للهندسة تقدم درجات علمية في الإدارة الصناعية. وفي عام 2008م أضافت الهندسة المدنية إلى عروضها الأكاديمية. في عام 2015-2016م تم تغيير اسم المدرسة الأصلية إلى HESTIM Engineering وتم إنشاء مدرسة جديدة، HESTIM Management، تقدم درجات علمية في المجالات المتعلقة بالأعمال. تشكل كل من المدرستين المعتمدتين بشكل مستقل، مدرسة HESTIM للهندسة ومدرسة HESTIM للإدارة، مجموعة HESTIM.  
تقدم HESTIM درجاتها الجامعية المعتمدة في المغرب في مجالات: الهندسة الصناعية، والهندسة اللوجستيكية، والهندسة المدنية، والإدارة.   كما أنها تقدم درجات الماجستير المعتمدة في فرنسا بالشراكة مع الجامعات والمدارس الفرنسية،  مثل UPHF (جامعة البوليتكنيك أوت دو فرانس) ،  ULCO (جامعة littoral côte d'opale) ،  INSA Lyon (المعهد الوطني للعلوم التطبيقية في ليون) ، ESTIA (المدرسة العليا للتكنولوجيات الصناعية المتقدمة),  مدرسة ليل دواي للمناجم في دواي . 